# Willem Nagel (rebellenleider)
Willem Nagel (ook wel Willem de Nagele) (ca.1390 - Slag bij Hoorn, 22 augustus 1426) was een Hoekse veldheer in dienst van vrouwe Jacoba van Beieren tijdens de Kennemer opstand, de zogenaamde Kennemerloop, van 1426 en in de periode 1425-1426 aangesteld als baljuw van Alkmaar en Kennemerland.
Volgens het Nieuw Nederlandsch Biografisch Woordenboek behoorde Willem Naghel zonder twijfel tot de adellijke Delflandse familie Naghel, waarvan diverse familieleden een belangrijke functie in Delft, Delfland, Rijnland en Kennemerland uitoefenden. De familie was eigenaar van de waterburcht Berg en Dael (later Bergendaal) te Voorhout.
Hij wordt voor het eerst genoemd in 1425 door de Hoornse kroniekschrijver Velius. In de stukken van Langendyck's Graaven - Chronyk van de zoen van het jare 1426 wordt beschreven dat Nagel als kapitein fungeerde voor de Kennemerse en ook Hoekse medestanders (Zie: Hoekse en Kabeljauwse twisten), die een spoor van vernieling achterlieten in de zuidelijken gebieden van Holland. Zo werden in Schieland de herenhuizen en burchten van Hillegersberg, Kralingen, Spangen en Weena geplunderd en vernield. In mei/juni trokken zij zich weer terug naar Waterland waar zij hetzelfde deden in het noordelijk gebied met de burchten van Nieuwburg, Sloten en Middelburg bij Alkmaar (deze laatste twee werden tevens ingenomen). Ook namen ze terloops de steden Monnickendam en Enkhuizen in, pogingen om Medemblik en Hoorn in te nemen mislukten. Begin juli ging Willem Nagel naar Jacoba van Beieren toe voor meer hulp en versterking. Jacoba zegde hulp toe en in afwachting daarvan trok Nagel met zijn medestanders zich terug naar Alkmaar. Echter werd op 18 augustus vernomen dat Filips de Goede in aantocht was, waarop onder bevel van Nagel de stad ontruimd moest worden en alle opstandelingen beschutting moesten zoeken in de bossen. De stad werd in brand gestoken zodat Filips met zijn Bourgondische leger niets kon doen. Willem Nagel trok opnieuw naar Hoorn op en hoopte de noordoostelijk poort te kunnen forceren. Dit lukte niet en het kwam tot een treffen met Filips van Bourgondië en zijn leger op 22 augustus. Tijdens een stormloop werd Nagel dodelijk getroffen door een pijl.